# Julien Frison
Julien Frison, född 18 juli 1993, är en belgisk skådespelare.
Frison har bland annat medverkat i filmen Marguerites teorem och De tre musketörerna – D’Artagnan. I TV-serien Gryningsdåden vid Sambre spelar han den återkommande karaktären Jean-Pierre Blanchot. I filmen Smekmånad med mamma spelar han en av huvudrollerna, Lucas.

## Filmografi (i urval)
- 2023 – Marguerites teorem
- 2023 – De tre musketörerna – D’Artagnan
- 2023 – Gryningsdåden vid Sambre (TV-serie)
- 2025 – Smekmånad med mamma